# Хлорид міді(II)
Хлори́д мі́ді(II) — неорганічна сполука складу CuCl2. За звичайних умов є жовто-коричневим або жовтим порошком, що розпливається на повітрі, добре розчинний у воді. Світлий (жовтий) колір має безводна форма утворена в умовах, які виключають можливість забруднення продуктами гідролізу чи сполуками одновалентного купруму (розкладення при сильному нагріванні). При поглинанні води перетворюється на зелено-сині кристали (утворення кристалогідрату CuCl2·2H2O), зворотній процес відбувається при температурі ~110 °C.

## Хімічні властивості
Розчин має окиснювальні властивості:
CuCl2 + Cu → 2CuCl
Дана реакція використовується радіоаматорами при травленні друкованих плат, при цьому використовується, зазвичай, теплий розчин суміші кухонної солі з мідним купоросом CuSO4·5H2O. Утворений CuCl розчинний при надлишку в розчині Cl- іонів (розчин при цьому змінює колір з зелено-синього чи синього на жовто-коричневий чи жовтий), тому при розведенні відпрацьованого розчину водою може випадати білий осад CuCl, який у вологому вигляді на повітрі швидко забарвлюється продуктами окиснення в зелений колір. Виділити із суміші кухонної солі з мідним купоросом CuCl2·2H2O можна обмінною кристалізацією: 
CuSO4 + 2NaCl → CuCl2 + Na2SO4
В невеликій кількості води при 100 °C розчиняється до насичення по міді (в нерозчиненому залишку залишаються забарвлені вкраплення) стехіометрична суміш солей, розчин зливають і охолоджують приблизно до 30 °C. Розчинність Na2SO4 (безводного в цьому температурному діапазоні) при цьому зростає, при сильнішому охолодженні знову падає. При цьому викристалізується частина CuCl2·2H2O, відпрацьований маточний розчин використовується для насичення по міді наступної порції суміші.
Утворення кольору при розчиненні металевої міді в розчині CuCl2 є досить типовим прикладом того як суміш сполук одного елемента в різних ступенях окиснення набуває кольору невластивого своїм компонентам: розчин CuCl2 зелений або синій в залежності від концентрації, розчин CuCl в розчині хлоридів безбарвний, а їхня суміш може мати колір від жовтого до темно-коричневого.

## Застосування
В промисловості та лабораторній техніці застосовується як каталізатор окиснення киснем. Раніше значну частину хлору отримували каталітичним окисненням хлороводню:
{\displaystyle \mathrm {4HCl+O_{2}{\xrightarrow {400^{o}C,CuCl_{2}}}2Cl_{2}+2H_{2}O} }
Реакція зворотня тому проходить не до кінця (конверсія за один прохід до 80%).